# Sparna pallida
Sparna pallida är en skalbaggsart som beskrevs av Gilmour 1950. Sparna pallida ingår i släktet Sparna och familjen långhorningar. Inga underarter finns listade i Catalogue of Life.